# Stenomicra fascipennis
Stenomicra fascipennis är en tvåvingeart som beskrevs av Malloch 1927. Stenomicra fascipennis ingår i släktet Stenomicra och familjen savflugor. Inga underarter finns listade i Catalogue of Life.